# Ludolf II. von Hallermund
Ludolf II. von Hallermund (* um 1180; † 15. November 1256) war ab 1195 Graf von Hallermund-Loccum.
Er war ein Sohn des Grafen Günter II. von Käfernburg aus dessen Ehe mit der Adelheid, der Erbin der Grafschaft Hallermund. Er heiratete Kunigunde von Schwalenberg-Pyrmont († vor 1255), Tochter des Grafen Gottschalk I. und Enkelin Widukinds II. Um 1200 trennte er Pyrmont von Schwalenberg. Ihr Sohn ist Ludolf III. von Hallermund († 1264), der mit Gräfin Jutta von Hoya verheiratet war.